# Дюссельдорф
Дю́ссельдорф (Düsseldorfⓘ  [ˈdʏsl̩ˌdɔɐ̯f], досл. «Село на Дюсселі») — місто на заході Німеччини, у Рейнсько-Рурському регіоні, адміністративний і культурний центр федеральної землі Північний Рейн-Вестфалія і резиденція земельного уряду округу Дюссельдорф. Населення — 642,304 осіб (2018). Уперше згадується в 1135 року, статус міста — з 1288 року.
Розташований у центрі Рейнсько-Рурського та європейського економічного регіонів, Дюссельдорф — поряд з Берліном, Франкфуртом-на-Майні, Мюнхеном і Гамбургом — входить до п'ятірки найбільших економічних, транспортних, культурних та політичних центрів Німеччини. У ньому знаходяться штаб-квартири великої кількості великих компаній, у тому числі E.ON і Henkel Group. Міський аеропорт є міжнародним хабом. У Дюсельдорфі розташовані дві гавані, а також численні вищі навчальні заклади, зокрема Дюссельдорфська академія мистецтв та Дюссельдорфський університет.

## Історія

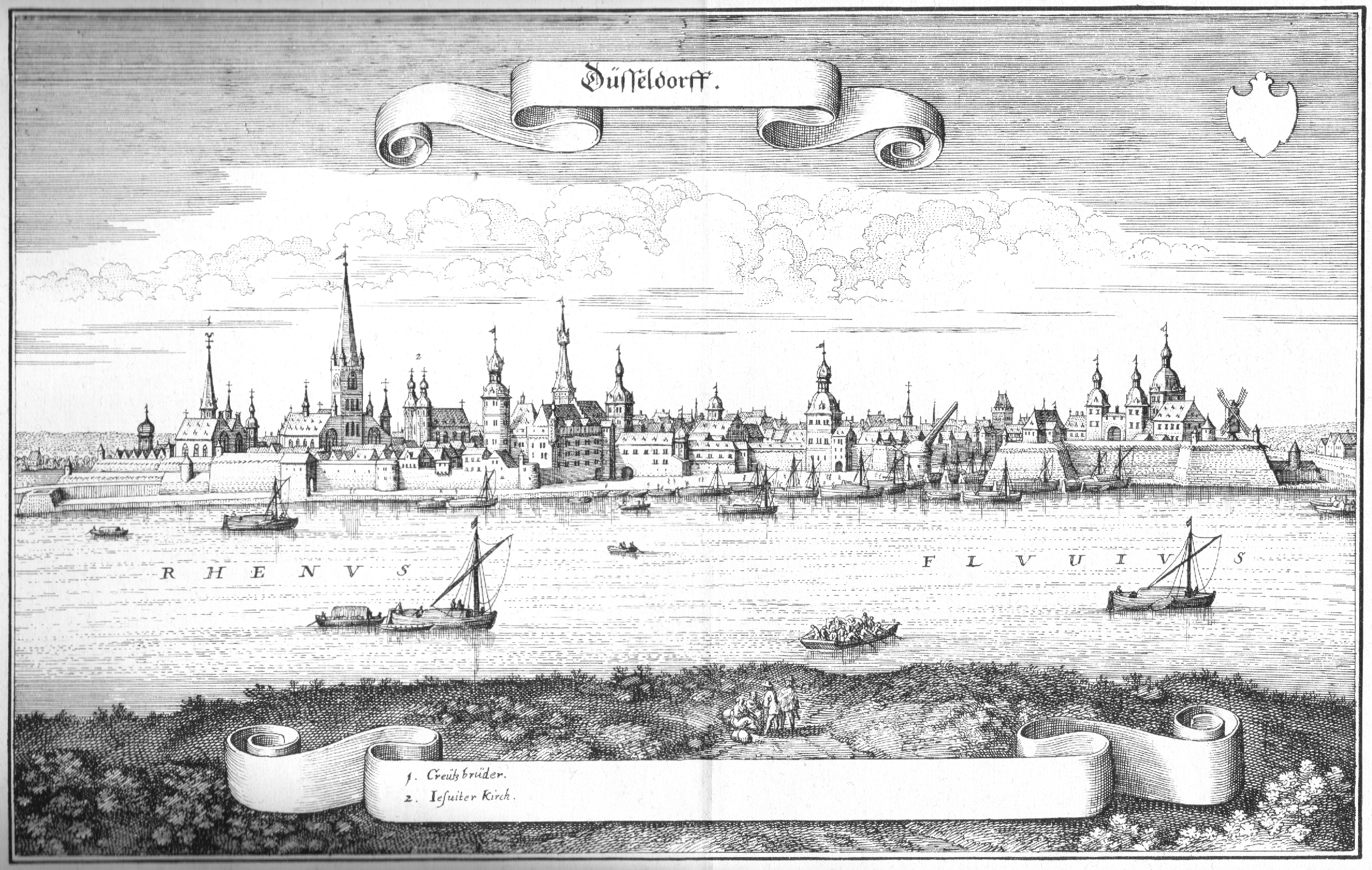
Дюссельдорф в 1647 році

Перші поселення германців поблизу гирла річки Дюссель на східному березі Рейну існували ще до 500 року по Р. Х.. Перша писемна згадка про село під назвою Дуссельдорп відноситься до 1135 року.
14 серпня 1288 року граф Адольф V Берзький надав Дюссельдорфу статус міста. Цьому передувала кровопролитна боротьба за владу між архієпископом Кельнським з одного боку та графом Берзьким і мешканцями Кельна з іншого. Вирішальною битвою стала битва при Воррингені 5 червня 1288, в якій архієпископ Кельнський, який протестував проти видачі Дюссельдорфу цього статусу, зазнав поразки.
Після того, як в 1380 граф Вільгельм II отримав від короля Венцеля титул імперського князя, він вирішив перенести свою резиденцію з віддаленого замку Бург на Вуппері. Нова столиця Берзького графства була укріплена, а з 1386 сам Вільгельм і його дружина Ганна переїхали в новий замок на рейнській набережній. У 1385 році Дюссельдорф став резиденцією герцогів Юліх-Берзьких.
У 1384—1395 роках місто суттєво розширилося, було закладено Базиліку Святого Ламберта.
При Вільгельмі V Багатому місто стало регіональним центром гуманітарних наук та ліберального католицизму. Після того, як у 1609 році в юлісько-берзькій гілки не залишилося спадкоємців та через суперечку про право успадкування між Бранденбургом і Пфальц-Нейбургом, містом став правити від імені імператора іспанський генерал Амброзіо Спінола.
Після закінчення війни за клевську спадщину Дюссельдорф перейшов під владу Нойбурзьких пфальцграфів.
Курфюрст Йоган Вільгельм фон Пфальц, після руйнування резиденції в Гейдельберзі під час війни Аугсбурзької ліги обрав Дюссельдорф своєю головною резиденцією. Цей період відзначений значною містобудівною активністю. 
Будівельний бум продовжився і за його спадкоємця курфюрста Карла Теодора, який заснував багато замків та інститутів Дюссельдорфа, започаткував багато колекцій. На його честь був названий один із центральних районів міста — Карлштадт.
Попри систему укріплень, споруджену навколо міста в 1732 році, під час Семирічної війни місто було захоплено французами в 1757, а потім капітулювало перед герцогом Фердинандом Брауншвейзьким (1758).
Під час наполеонівських воєн Дюссельдорф був знову захоплений французами в 1795 році та був окупований ними до 1801 року, коли за умовами Люневільського мирного договору його повернули Баварії. 
За умовами договору фортифікаційні укріплення були демонтовані. Північна сторона укріплень була перетворена на Захищену гавань.
За Шонбрунським договором Дюссельдорф знову потрапив під французький вплив і в 1806 році став столицею Великого герцогства Берзького — васальної держави Франції, заснованого Наполеоном I після його перемоги під Аустерліцом в 1805 році на землях між територіями Французької імперії на Рейні та Вестфальське королівство. Великими герцогами були до 1808 року — Йоахім Мюрат, потім — сам імператор і, нарешті, з 1809 — його неповнолітній племінник Наполеон Луї Бонапарт. У 1810 році Наполеон запровадив свій цивільний кодекс, який привів, зокрема, до емансипації євреїв у великому герцогстві. Саме місто продовжувало зростати — в ньому з'явилися перші еспланади — Нова алея (нині Королівська алея) і бульвар Наполеона (нині Алея Генріха Гейне).
Після поразки Наполеона залишене французькими військами герцогство Берг було окуповано армією Прусського королівства. За підсумками Віденського конгресу Дюссельдорф у 1815 році разом із усім великим герцогством остаточно перейшов до Пруссії.
У 1816 році місто стало самостійною адміністративною одиницею — столицею округу, проте вже в 1820 році місто і округ були знову об'єднані. Після створення в 1822 році Рейнської провінції в Дюссельдорфі розмістилися її ландтаг та ландесгауптман. У 1872 році Дюссельдорф знову став автономним.
У цей час почалося стрімке зростання міста. Вже в 1880 році в Дюссельдорфі було шість районів: Альтштадт (початковий Дюссельдорф), на північному березі Дюсселя, Карлштадт (заснований в 1767 році) на півдні, побудований в 1690-1716 роках на деякому віддаленні Нойштадт, Фрідріхштадт на південному сході, а також Кенігштадт та Пемпельфорт на сході.
Відразу після півдня 8 березня 1921 року над містом з'явилися французькі розвідувальні літаки.  Трохи згодом до міста увійшли французькі та бельгійські війська. Два роки по тому Дюссельдорф і Дуйсбург, що розташований північніше, послужили плацдармами для окупації військами Антанти Рурського басейну. Після прийняття німецьким урядом плану Дауеса окупація Рурського регіону та Дюссельдорфа була припинена 1 вересня 1925 року.
У 1929 році округ Дюссельдорф увійшов до складу нового району Дюссельдорф-Меттманн, який був перейменований на район Меттман під час реформи 1975 року.
Після приходу до влади в Німеччині НСДАП 11 квітня 1933 року в Дюссельдорфі гітлерюгендом було проведено масове спалення «небажаної літератури» (серед іншого були спалені книги Генріха Гейне). 10 листопада 1938 року під час «кришталевої ночі» було спалено синагоги на вулиці Казеренштрассе та в районі Бенрат. 27 жовтня 1941 з вантажної станції в районі Дерендорф були відправлені перші ув'язнені в концентраційні табори в Польщі. На околиці Дюссельдорфа в роки Другої світової війни розташовувалися концтабори «Берта» та «Дюссельдорф-Лохаузен», філії «Бухенвальда».
Перші бомбардування Дюссельдорфа у Другій світовій війні розпочалися 1940 року. 
На момент їх закінчення 1945 року під бомбами загинуло понад 5000 цивільних жителів міста, понад половина будинків було зруйновано, 90% — пошкоджено. Усі мости через Рейн, більшість вулиць, захисні греблі, підземні та надземні переходи були знищені. У квітні 1945 року, незадовго до кінця війни, група городян спробувала позбавити владу націонал-соціалістичну партію, що правила у місті, і без бою перейти на бік союзників. Спробу було придушено, а деякі з її організаторів — розстріляно. Однак бойовий дух був підірваний і 17 квітня 1945 американські війська практично без бою захопили місто.
У 1946 році Дюссельдорф став адміністративним центром землі Північний Рейн-Вестфалія. Хоча у місті і з'являлися заводи та фабрики, воно розвиловся переважно як адміністративний центр. Про це свідчить і дане в ті роки Дюссельдорфу прізвисько «Письмовий стіл Рурського басейну». Це призвело до того, що місто стало великим економічним, торговим (особливо після будівництва виставкового комплексу Düsseldorfer Messe у 1971 р.) та культурним (оперний театр — 1970, філармонія — 1978, колекція творів мистецтва Північного Рейну–Вестфалії у 1986). У 1965 році був відкритий Дюссельдорфський університет.

## Релігія

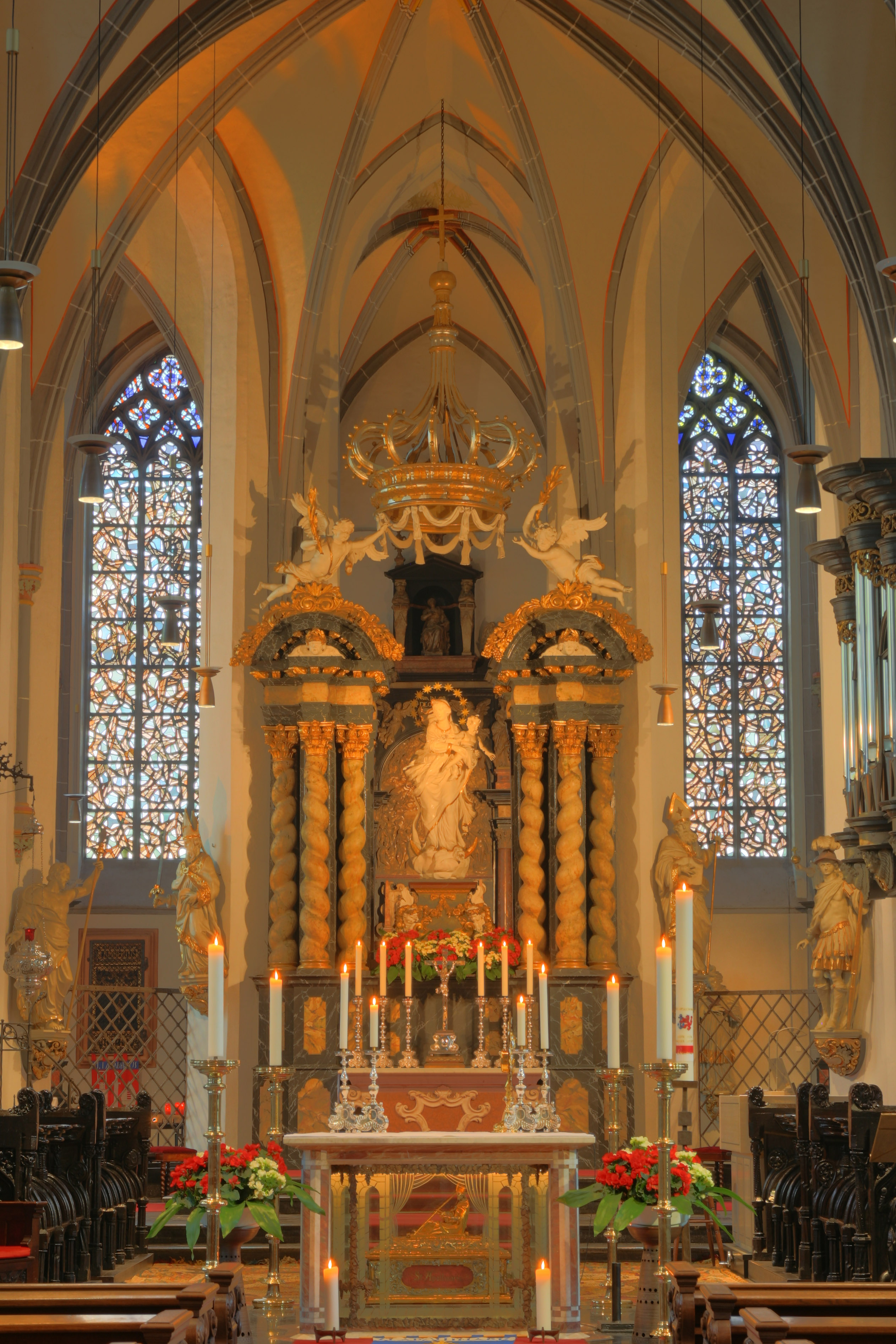
Базиліка Св. Ламберта. Рака з реліквіями св. Аполінарія

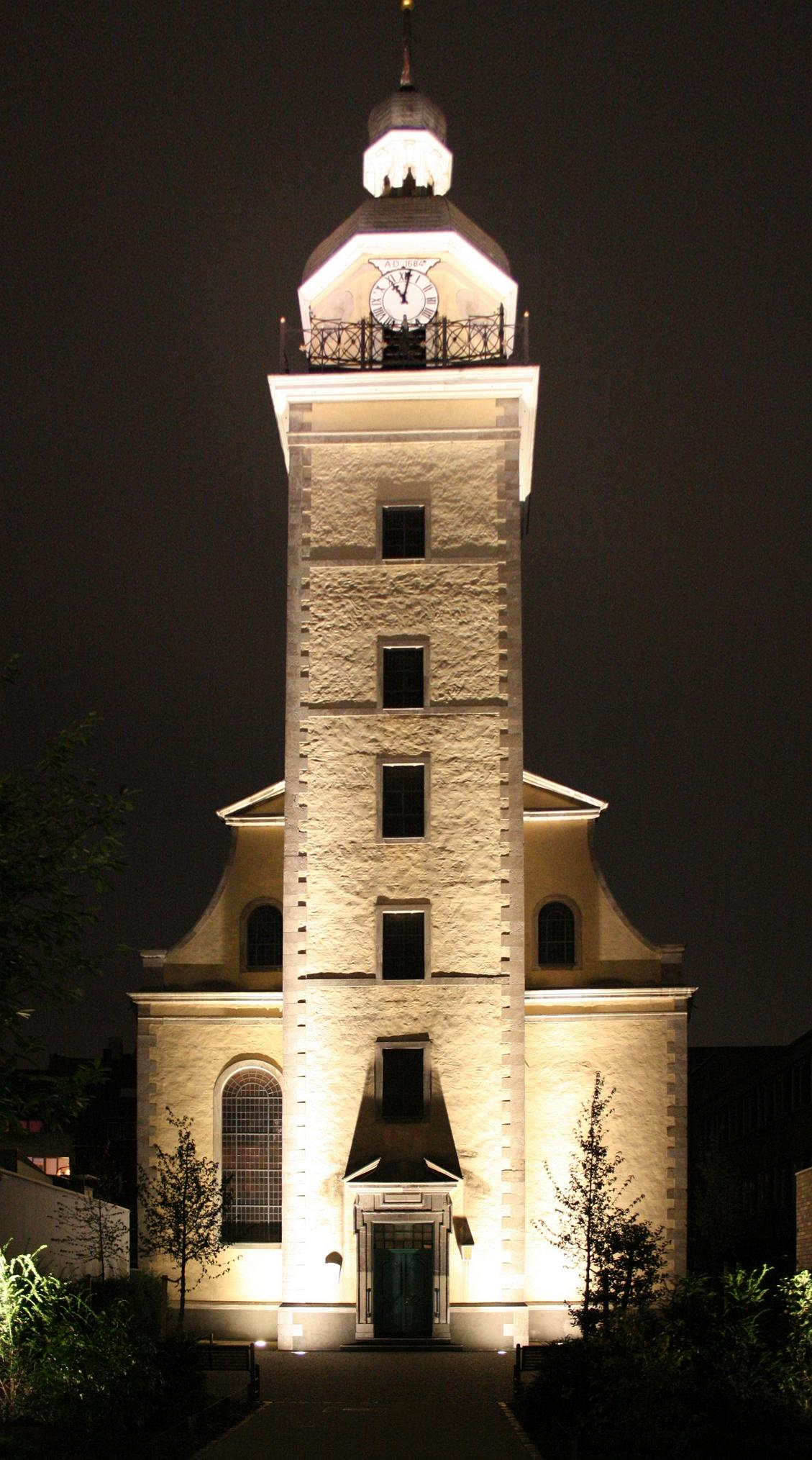
Неандеркірхе

### Християнство

#### Католицизм
З моменту заснування Дюссельдорф входив до Кельнського курфюрства. 
Попри сильний вплив Реформації, у місті проживало чимало католиків. Вони належали спочатку до Нойського деканату, а з 28 липня 1621 — окремому деканату з центром в Дюссельдорфі. Наполеон планував створення окремого Дюссельдорфського єпископства, проте через скасування Великого герцогства Берг в 1813 плани не здійснилися.
У місті проживає близько 195 тисяч католиків (2009), що становить близько 33% населення міста. Вони об'єднані в 5 деканатів: північний, центральний, південний, східний та Бенрат. Провідними католицькими храмами Дюссельдорфа є базиліка Святого Ламберта, храм Апостола Андрія, храм святого Максиміліана та храм Святої Цецилії.
Святим покровителем міста вважається Аполлінарій Равеннський, чиї реліквії зберігаються в базиліці Святого Ламберта.

#### Протестантизм
Вперше вплив Реформації у Дюссельдорфі з'явився в 1527 році, коли завдяки реформістським настроям герцога Вільгельма V Баварського було засновано лютеранську громаду при церкві св. Ламберта. Після зміни ставлення церковної влади до протестантизму в 1571 почався утиск протестантів. Лютеранська громада і утворена в 1573 році реформістська громада змушені були до закінчення гонінь в 1590 проводити зустрічі і богослужіння в будинках своїх членів. У 1609—1614 роках протестантам було дозволено проводити відкриті служби (лютеранська громада вела їх у приміщенні на Берегерштрасе, реформісти — у домі молитви на Андреаштрасе). Після приходу до влади в 1614 радикально налаштованого Вольфганга Вільгельма фон Рфальц-Нойбурга і до середини XVII століття відкриті служби були знову заборонені, а громади повернулися до домашніх зустрічей. У 1651 році в рамках права на свободу віросповідання служби було відновлено в молитовному будинку на Болькерштрасе. У 1683 році громада зуміла побудувати свою власну церкву в центрі міста, проте вона була збудована в глибині кварталу, оскільки не повинна мати виходу на вулицю. 
У 1916 році вона отримала назву Неандеркірхе на честь пастора Йоахіма Неандера.
З того часу протестантська громада в місті постійно зростала і розвивалася і 1 жовтня 1934 управління протестантськими церквами у Прирейнському регіоні було перенесено з Кобленца до Дюссельдорфу.
Наразі в Дюссельдорфі існують 4 церковні округи: північний, східний, південний і Меттман, при цьому останній об'єднує в основному парафії в передмістях міста. У місті проживає близько 116 тисяч протестантів (2009), що становить близько 20 % населення міста.

#### Православ'я та автокефальні церкви
Поряд із двома великими конфесіями, у Дюссельдорфі також існує велика кількість православних та автокефальних церков. Об'єднані спільною комісією православних церков, в Дюссельдорфі існують греко-православна (вулиця Ам=Шененкамп), російсько-православна (храм Покрова Пресвятої Богородиці на Еллерштрасе 213), румунсько-православська та українсько-православна церква.

#### Інші християнські церкви
Біля північного парку знаходиться велика англіканська церква; на Кантадорштрассе — будівля центральної німецької апостольської церкви; на Брухштрассе — дюссельдорфський християнський центр (п'ятидесятників); баптистські громади на Акер-, Луїзен- та Кантадорштрасе; методистська церква на Гогенцоллернштрассе; громада старокатоликів на Ашаффенбургерштрассе у районі Райсхольц.

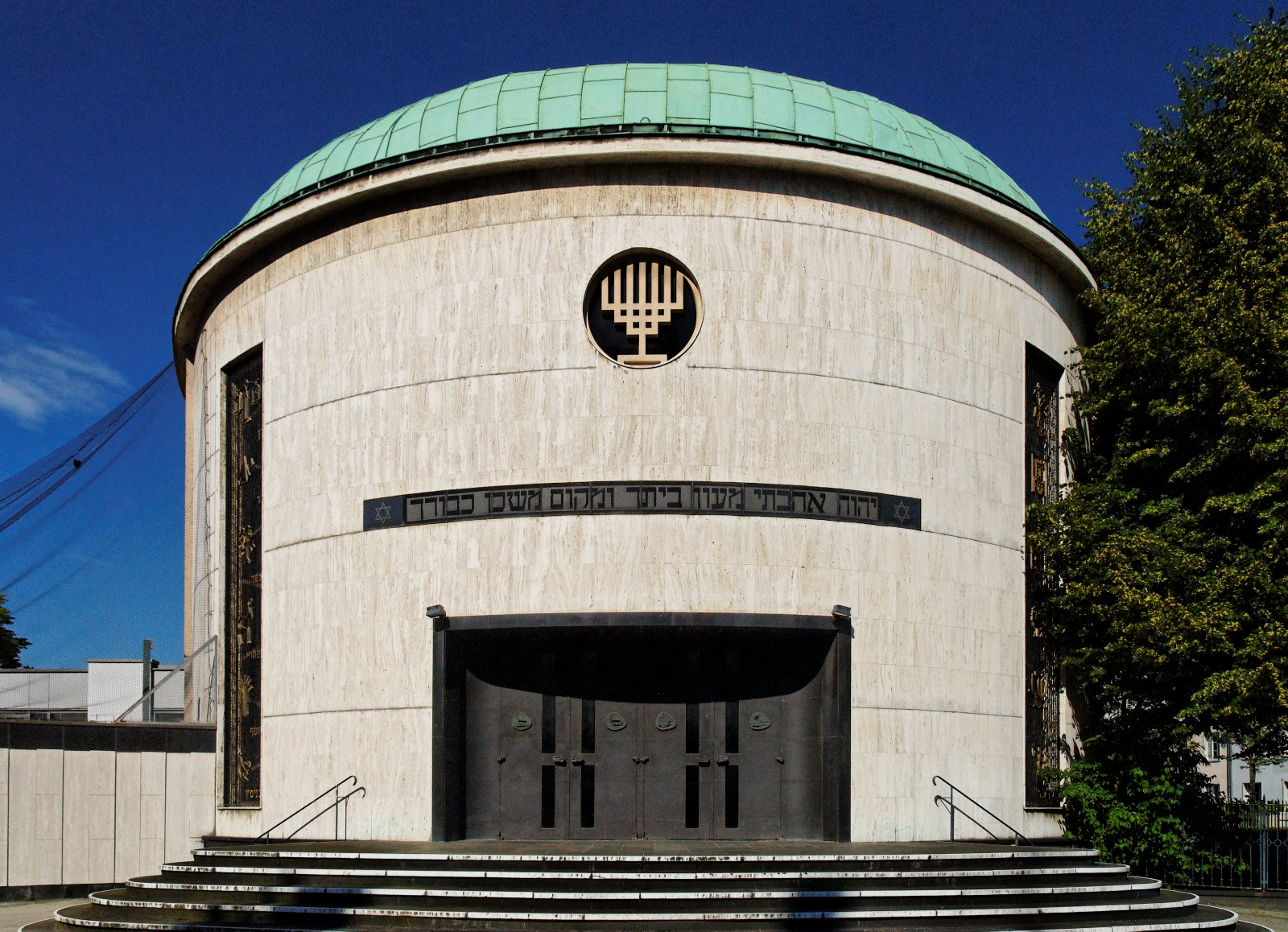
«Нова синагога»

У Дюссельдорфі також є 5 громад новоапостольської церкви: Бенрат, Дерендорф, Еллер, Флінгер та Герресuайм;  Мормонська церква і кілька зборів свідків Єгови.

### Юдаїзм
Єврейська громада Дюссельдорфа, що налічує близько 7400 членів, є третьою за величиною Німеччини. Замість старої синагоги на Казеренштрассе, знищеної під час «Кришталевої ночі» 1938 р., в 1958 р. було збудовано нову на Цітенштрассе в районі Дерендорф. Громаді належать дитячий садок, початкова школа ім. Іцхака Рабина, гімназія та будинок для літніх людей. Майже 90% членів громади – емігранти із країн колишнього СРСР.

### Буддизм

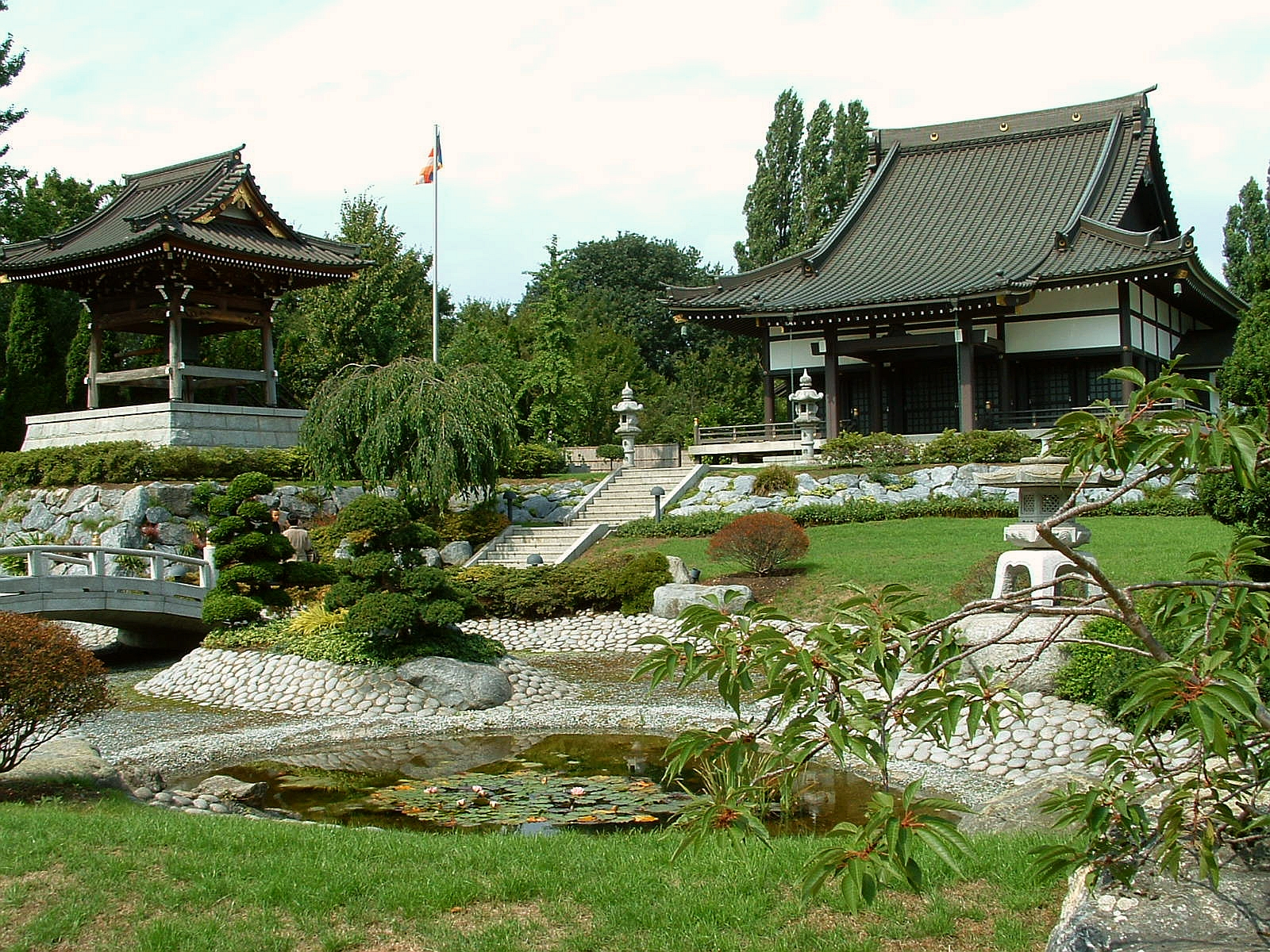
Буддійський храм

На лівому березі Рейну в районі Нідеркассель на території японської громади знаходиться єдиний у Європі буддійський храм школи дедо-сінсю. Він споруджений у класичному японському стилі з бетону та оточений японським садом. Поруч із ним знаходяться приміщення для чайних церемоній та бібліотека.
Крім того, в Дюссельдорфі є центри більшості буддійських течій: рігпа, амітабха, кандзеон сангха (дзен-буддизм), "алмазний шлях" лами Оле Нідал, а також безлічі інших груп.

### Іслам
У Дюссельдорфі є кілька мусульманських громад, однак вони не об'єднані якимсь єдиним центром, а утворюються за принципом національної приналежності (турки, марокканці, іранці) їхніх членів.

## Економіка
Дюссельдорф є одним із провідних телекомунікаційних центрів Німеччини. Тут міститься штаб-квартира компанії E-Plus — третього за величиною оператора мобільного зв'язку у країні, штаб-квартира компанії «Vodafone — Німеччина» — другого за величиною оператора мобільного зв'язку в Німеччині. У місті також багато іноземних компаній, які спеціалізуються в області інформаційних і комунікаційних технологій, зокрема Huawei, Nippon Telegraph and Telephone, Ericsson, Nokia і GTS. 18 компаній, розташованих в столиці землі Північний Рейн-Вестфалія, є провайдерами Інтернет-послуг. Дві авіакомпанії, Eurowings і раніше незалежна LTU International, мають штаб-квартири у Дюссельдорфі.
Багато інтернет-компаній Дюссельдорфа мають своє коріння у світі реклами: тут знаходиться 400 рекламних агентств, серед яких три є найбільшими в Німеччині: BBDO Group і Publicis. У місті також представлений ряд філій іноземних агентств, у тому числі Ogilvy & Mather, Dentsu, Hakuhodo і DDB. У місті знаходиться одна з восьми фондових бірж Німеччини, близько 200 видавництв, а також близько 170 національних і міжнародних фінансових інститутів і 130 страхових компаній. Кілька інших великих компаній мають свої штаб-квартири в місті: Peek & Cloppenburg (мода), «L'Oréal — Німеччина» (косметика і парфумерія); Henkel (товари народного споживання і промислові технології); Metro AG (опт, роздріб); Ergo (страхування), Esprit Holdings (мода, штаб-квартира у Ратінгені недалеко від Дюссельдорфа), Cognis (хімічні речовини, головний офіс у Монгаймі поблизу Дюссельдорфа, але виробництво в основному в Дюссельдорфі).
Daimler AG збирає в Дюссельдорфі Mercedes-Benz Sprinter. З 1960-х років спостерігається тісний зв'язок між містом і Японією. Багато японських банків і корпорацій мають свої європейські штаб-квартири у Дюссельдорфі.

## Наука і освіта
- Дюссельдорфський університет, заснований у 1965 році.
- Дюссельдорфська академія мистецтв, заснована у 1773 році.

У Дюссельдорфі щорічно проводиться міжнародна виставка і конгрес з медицини MEDICA.

## Транспорт

### Авіаційний

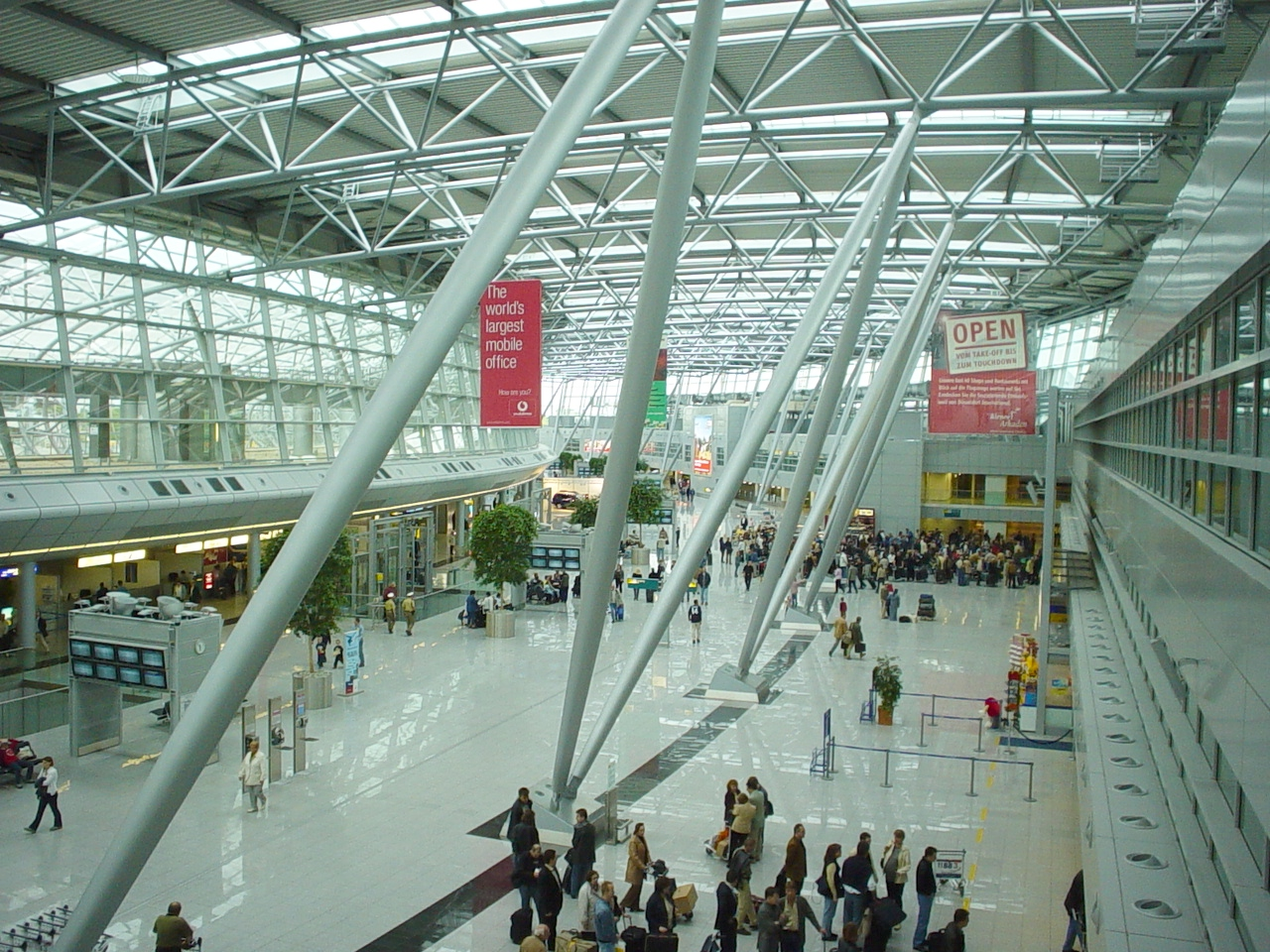
Аеровокзал Дюссельдорфу

Аеропорт Дюссельдорфа, який також називають аеропортом Рейн-Рур, розташований за 8 км на північ від центру міста, і до нього можна легко дістатися поїздом або міською залізницею S -Bahn. Залізнична станція далекого прямування, що обслуговується регіональними та національними службами та сполучається з аеропортом SkyTrain, автоматичним транспортним засобом для перевезення людей. Інша станція S -Bahn (S11), розташована під будівлею термінала, звідки потяги прямують до Дюссельдорф-Головний та Кельна, а також має кілька нічних маршрутів. Після Франкфурта, Мюнхена та Берліна аеропорт Дюссельдорфа є третім за пасажирообігом комерційним аеропортом Німеччини, з 25,5 мільйонами пасажирів щорічно (2019). Аеропорт пропонує 180 напрямків на 4 континентах і обслуговується 70 авіакомпаніями. 
Будівлі аеропорту були частково знищені руйнівною пожежею, спричиненою зварювальними роботами в 1996 році, внаслідок якої загинуло 17 людей. Його було повністю перебудовано та встановлено Skytrain.

### Колійний
Місто є головним вузлом залізничної мережі Deutsche Bahn (DB). Щодня в Дюссельдорфі зупиняється понад 1000 поїздів. Центральний вокзал Дюссельдорфа на Конрад-Аденауер-плац розташований у Дюссельдорф-Штадтмітте. 
Кілька ліній S-Bahn Рейн-Рур сполучають Дюссельдорф з іншими містами регіону Рейн-Рур. Місцевий колійний транспорт представлено Дштадтбаном і трамваєм.

### Мости

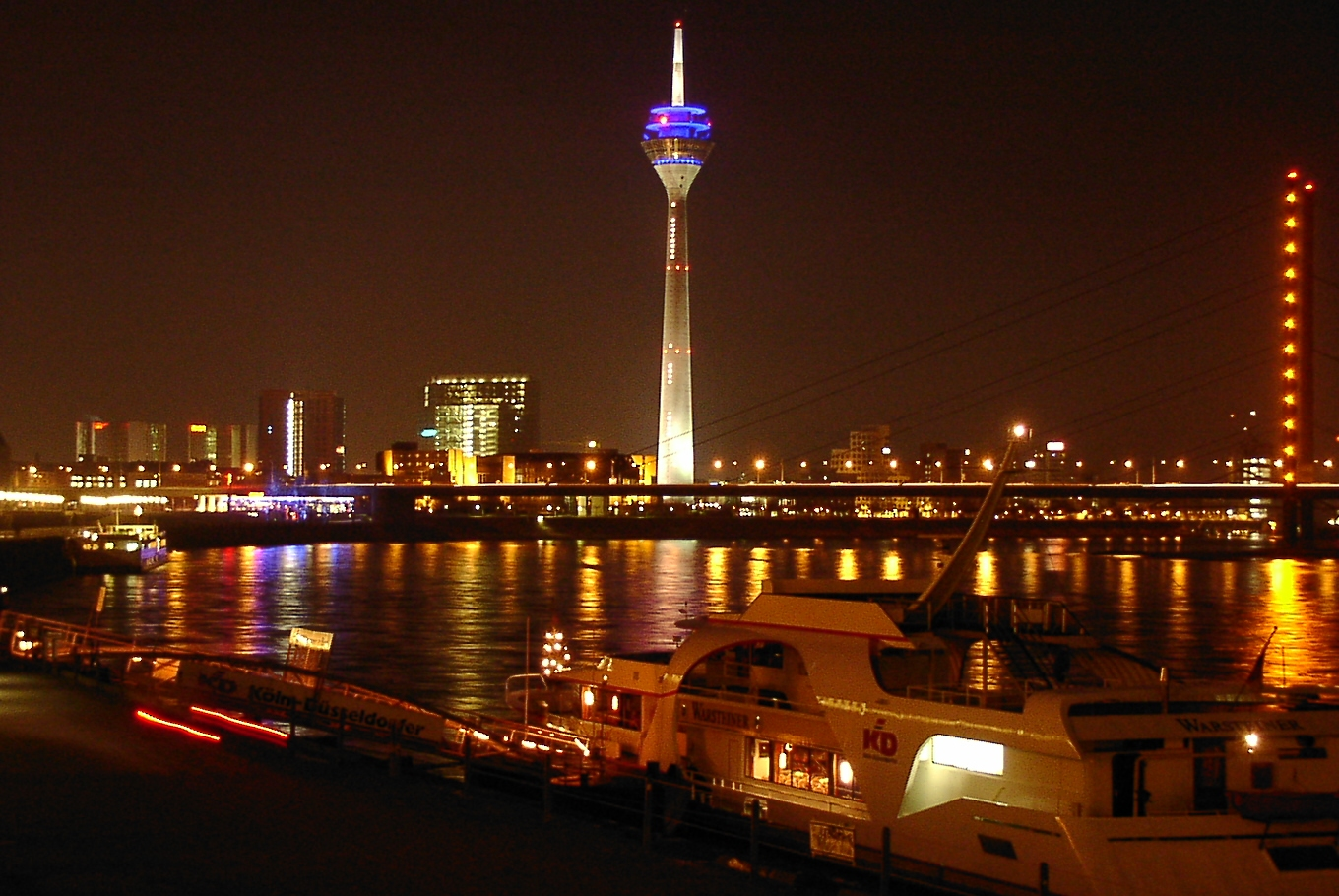
Міст Рейнкні

У Дюссельдорфі через Рейн прокладено 7 мостів (перераховані в порядку з півночі на південь):
- Міст біля аеропорту (Дюссельдорф)[de]
- Міст Теодора Гойса[en]
- Оберкассельський міст[de]
- Міст Рейнкні[en]
- Залізничний міст Гамм[en]
- Міст Кардинала Фрінгса[de]
- Міст Флеє[de]

## Географія

### Розташування

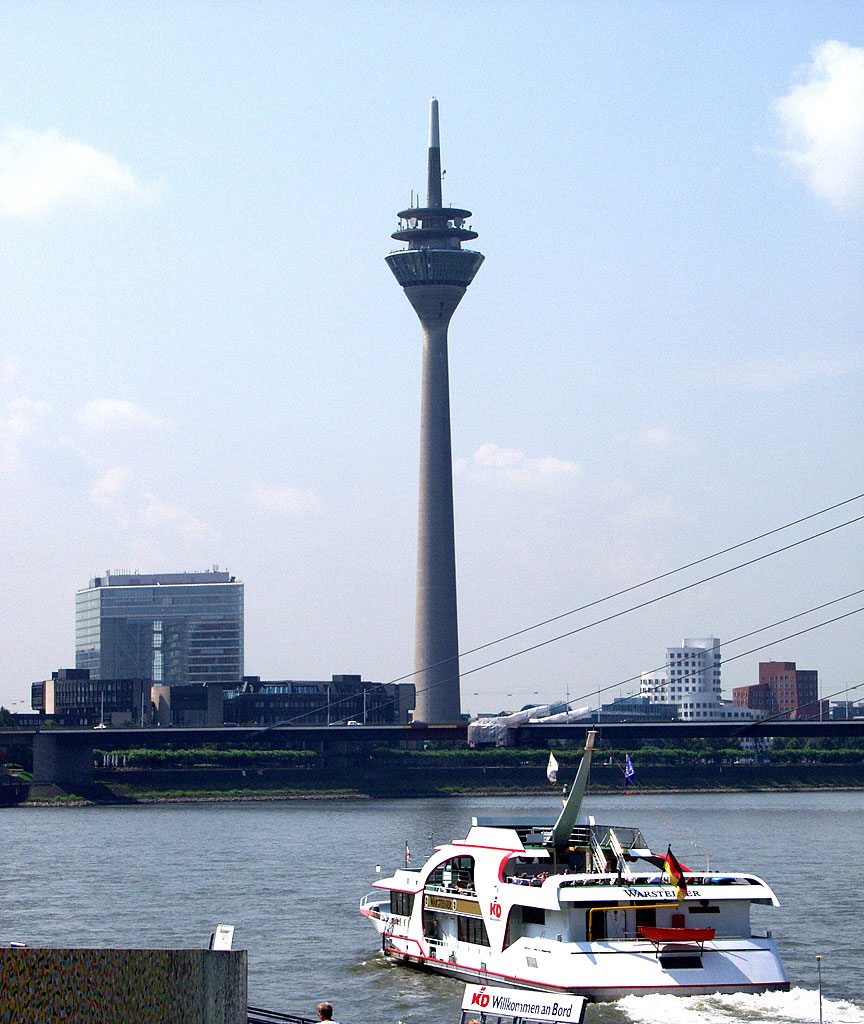
Рейн у Дюссельдорфі

Місто розташоване на правому березі Рейну в його нижній течії, у місці впадіння в нього річки Дюссель. 
Нині ряд районів Дюссельдорфа (Оберкассель, Нідеркассель, Геєрдт та Лерік) розташовані на лівому березі Рейну.
Місто знаходиться трохи південніше Рурської області, в агломерації Рейн-Рур, що є однією з найбільших у Європі та найбільшою в Німеччині. 
У 20 містах та 14 районах на території понад 10000 км² проживає понад 11 мільйонів осіб 
.
Найвища точка міста — Зандберг у районі Гюббельрат на сході сягає 165,20 м, найнижчою є місце впадіння річки Шварцбах до Рейну на півночі — 28,23 м над рівнем моря . 
Географічний центр міста знаходиться в Дюссельталі.

### Сусідні міста
Дюссельдорф межує на півночі з Дуйсбургом, Ратінгеном і Мюльгаймом, на сході — з Меттманом, Еркратом і Гільденом, на півдні — з Лангенфельдом, на заході — з Нойсом, Мербушем і Дормагеном. 
Через розростання міст часто межі між ними є виключно юридичним поняттям і проходить однією з вулиць (особливо це стосується західних меж міста).

### Клімат
Клімат Дюссельдорфа переважно океанічний, що зумовлено відкритим у напрямку Північного моря рельєфом (Нижньорейнська рівнина). 
Домінуючі західні вітри приносять із собою вологі повітряні маси. 
В результаті для міста характерні м'яка, безсніжна зима та помірно тепле та вологе літо. 
Загалом погода мінлива.
При середньорічній температурі 10,6 ° C в Дюссельдорфі за рік випадає близько 800 мм опадів.
Місто є одним із регіонів із найм'якшою зимою в Німеччині — сніг тут буває в середньому лише одинадцяти днів на рік. 
Згідно з дослідженнями з 1504 року, за сонячним сяйвом на рік, Дюссельдорф займає в списку сонячних міст Німеччини одне з останніх місць 
..
| Клімат Дюссельдорфа                            | Клімат Дюссельдорфа | Клімат Дюссельдорфа | Клімат Дюссельдорфа | Клімат Дюссельдорфа | Клімат Дюссельдорфа | Клімат Дюссельдорфа | Клімат Дюссельдорфа | Клімат Дюссельдорфа | Клімат Дюссельдорфа | Клімат Дюссельдорфа | Клімат Дюссельдорфа | Клімат Дюссельдорфа | Клімат Дюссельдорфа |
| Показник                                       | Січ.                | Лют.                | Бер.                | Квіт.               | Трав.               | Черв.               | Лип.                | Серп.               | Вер.                | Жовт.               | Лист.               | Груд.               | Рік                 |
| Середній максимум, °C                          | 5,5                 | 6,9                 | 10,9                | 15,2                | 19,4                | 22,1                | 24,3                | 24,0                | 19,8                | 15,0                | 9,5                 | 5,7                 | 14,9                |
| Середня температура, °C                        | 3,4                 | 4,1                 | 7,1                 | 10,4                | 14,3                | 17,0                | 19,3                | 19,0                | 15,5                | 11,5                | 7,0                 | 3,7                 | 11,1                |
| Середній мінімум, °C                           | 1,2                 | 1,3                 | 3,3                 | 5,5                 | 9,3                 | 12,0                | 14,4                | 14,1                | 11,2                | 8,1                 | 4,6                 | 1,7                 | 7,3                 |
| Норма опадів, мм                               | 61.1                | 55.7                | 54.6                | 50.8                | 57.6                | 71.5                | 77.0                | 74.5                | 100.5               | 65.3                | 66.1                | 71.1                | 805.8               |
| Вологість повітря, %                           | 82                  | 77                  | 75                  | 70                  | 67                  | 70                  | 69                  | 70                  | 76                  | 78                  | 81                  | 82                  | 74.7                |
| ---------------------------------------------- | ------------------- | ------------------- | ------------------- | ------------------- | ------------------- | ------------------- | ------------------- | ------------------- | ------------------- | ------------------- | ------------------- | ------------------- | ------------------- |
| Джерело: Weather Online — Düsseldorf Flughafen |                     |                     |                     |                     |                     |                     |                     |                     |                     |                     |                     |                     |                     |

## Культура та освіта

### Театри

#### Класичний та сучасний театр

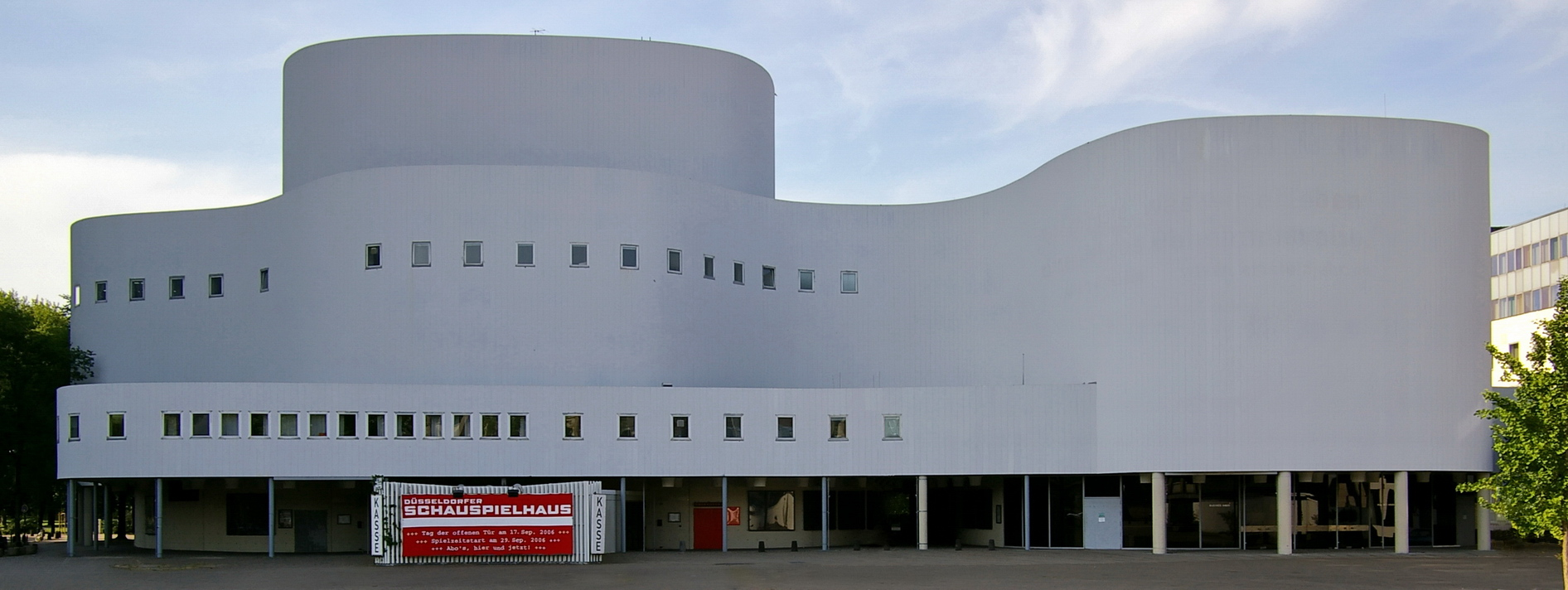
Дюссельдорфський театр

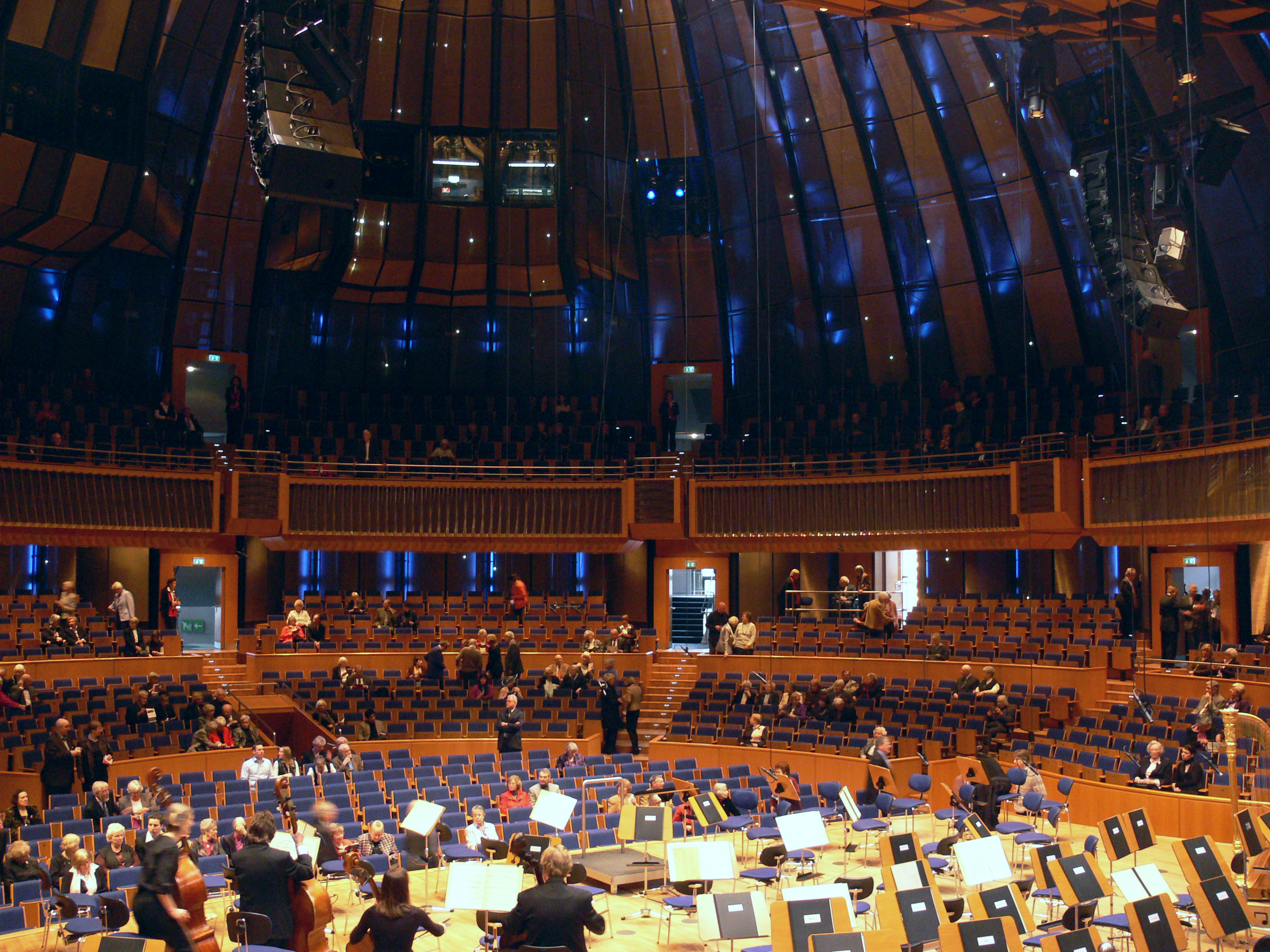
Велика зала філармонії

Перші театральні вистави у Дюссельдорфі датуються 1585 роком. 
Будівництво Дюссельдорфського театру у його нинішній формі, із сучасною архітектурою та вигнутими контурами завершено в 1970 році. 
Він розташований на Густаф Грюндгенс-плац, названої на честь його колишнього художнього керівника Густафа Грюндгенса і широко відомий у всій Німеччині.
Іншими великими театрами рейнської метрополії є «Forum Freies Theater», що складається з молодіжного театру «Juta» та «Kammerspielen»; класичний бульварний театр «Komödie Düsseldorf» і очолюваний відомою театральною родиною Гайнерсдорф «Theater an der Kö», що спеціалізується на комедіях і сучасних постановках.
Найбільший дитячий театр міста Театральне ательє «Takelgarn» поряд з традиційними комедіями та дивертисментами містить і «Kinderteather», де в постановках беруть участь діти та молодь. 
Розташований на Гельмхольцштрассе ляльковий театр, а також театр маріонеток, що знаходиться неподалік від нього у палаці Віттгеншайн, орієнтовані як на дітей, так і на дорослих.

## Галерея

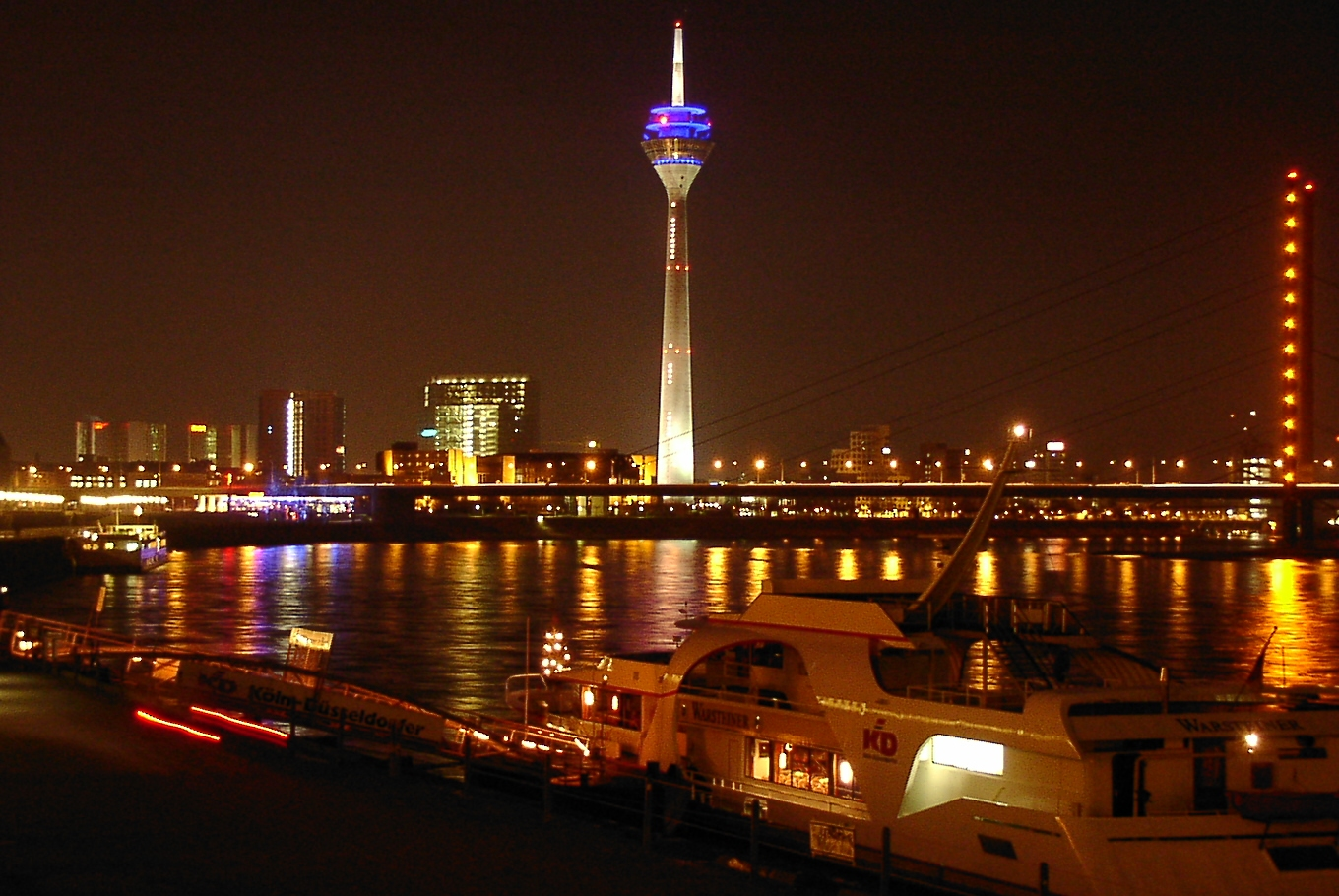
Дюссельдорф вночі
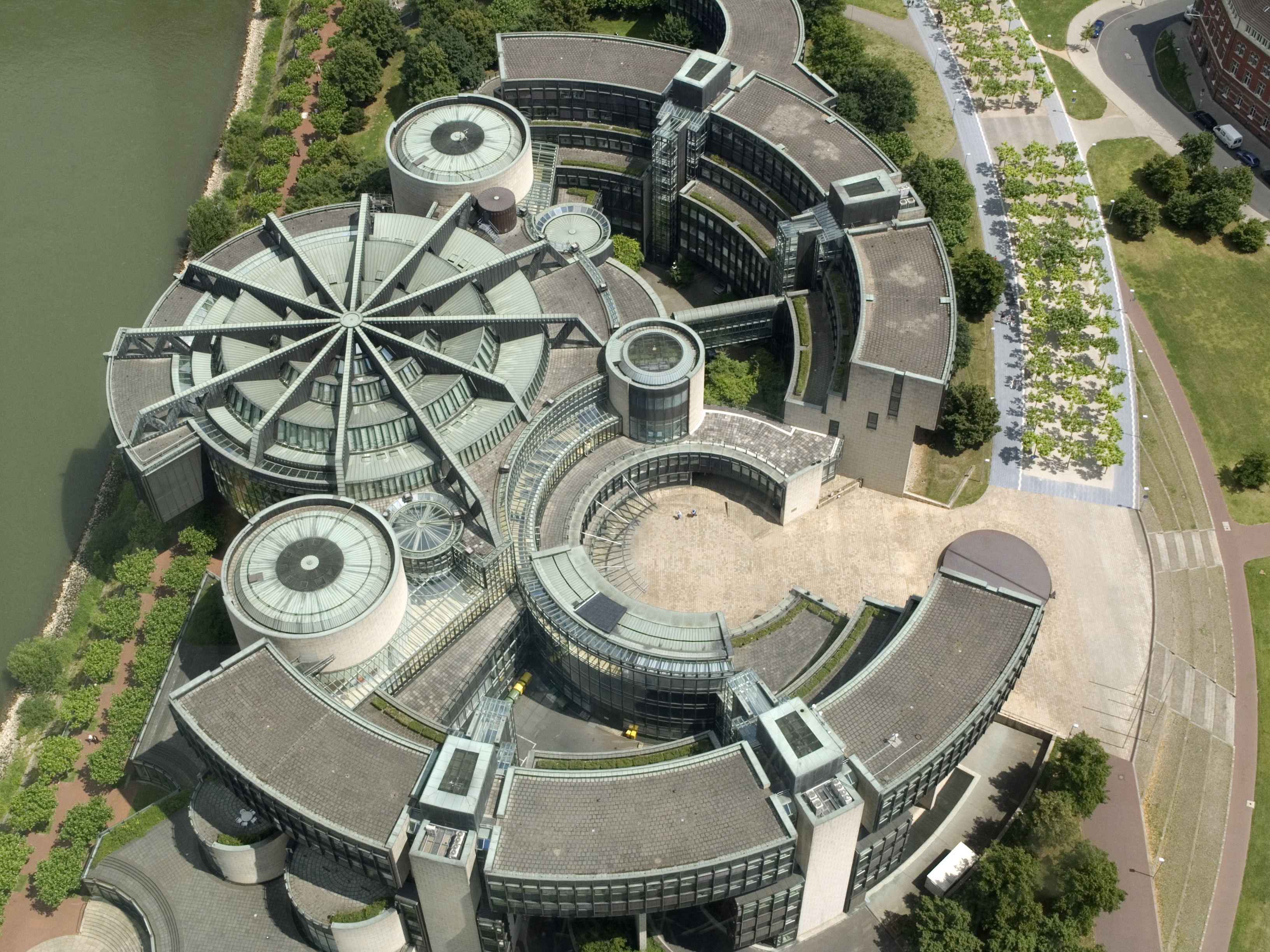
Ландтаг землі Північний Рейн-Вестфалія
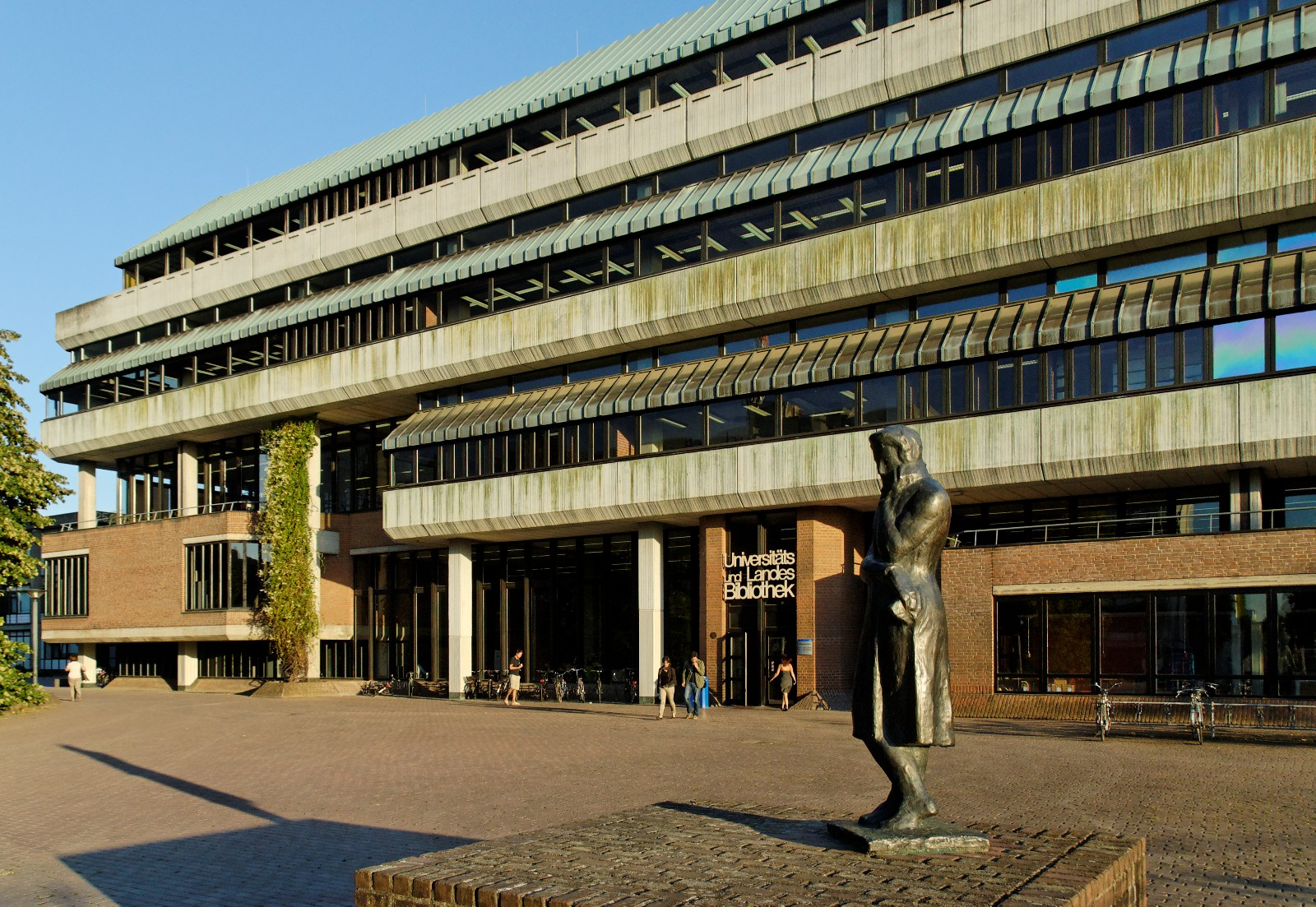
Університетська і державна бібліотека Дюссельдорфа
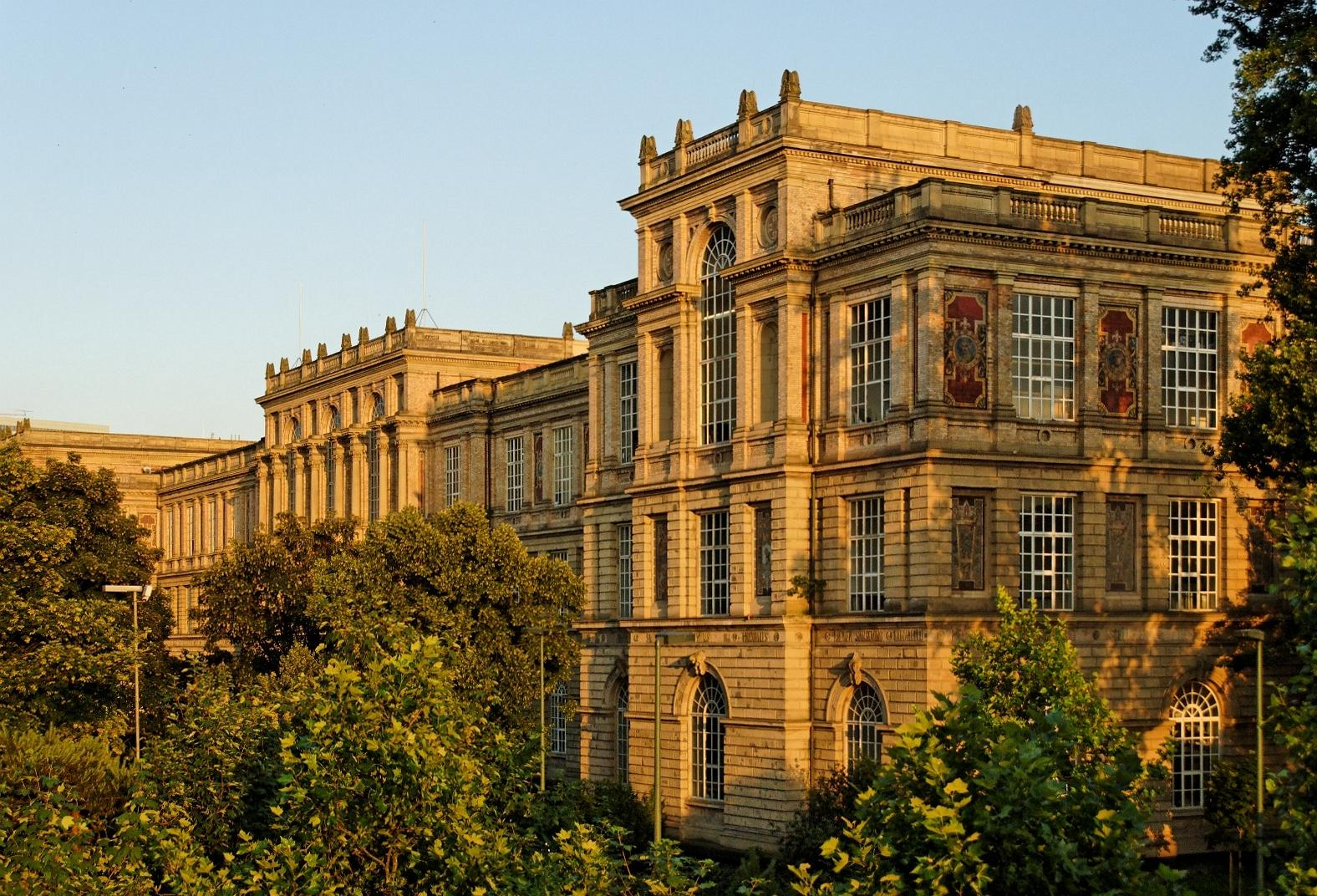
Дюссельдорфська академія мистецтв
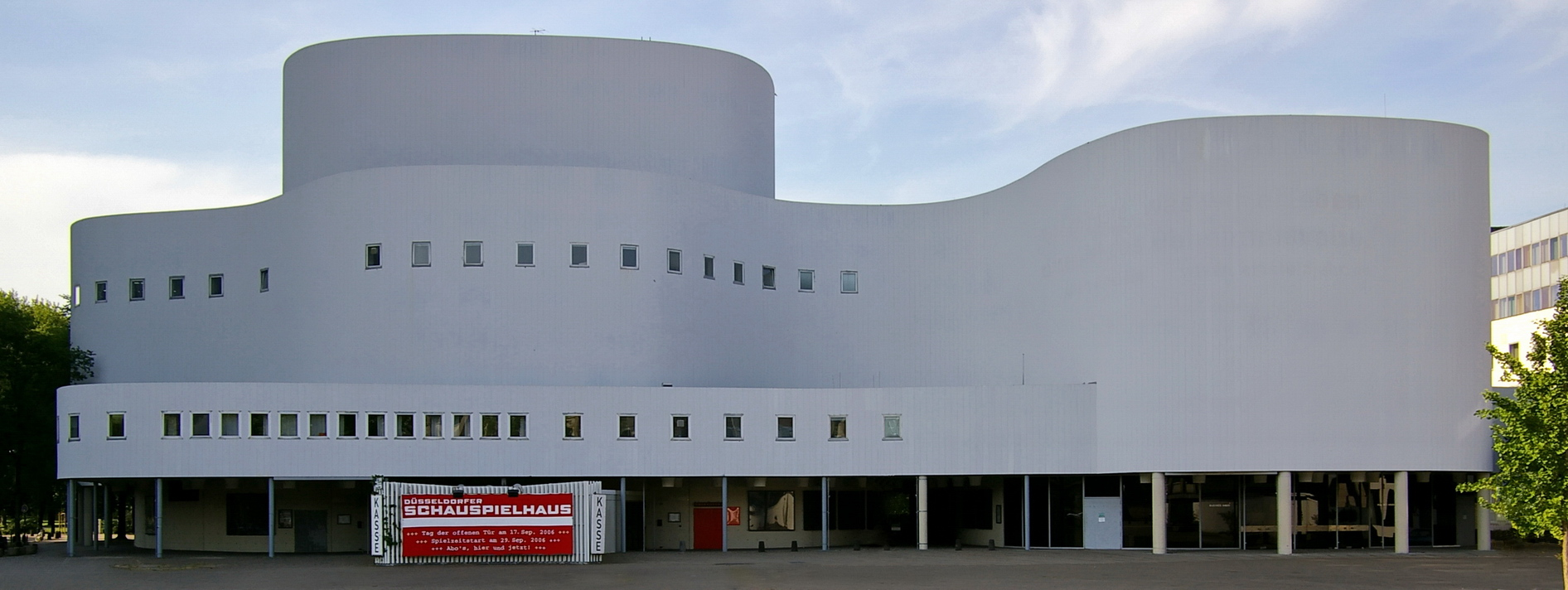
Дюссельдорфський театр
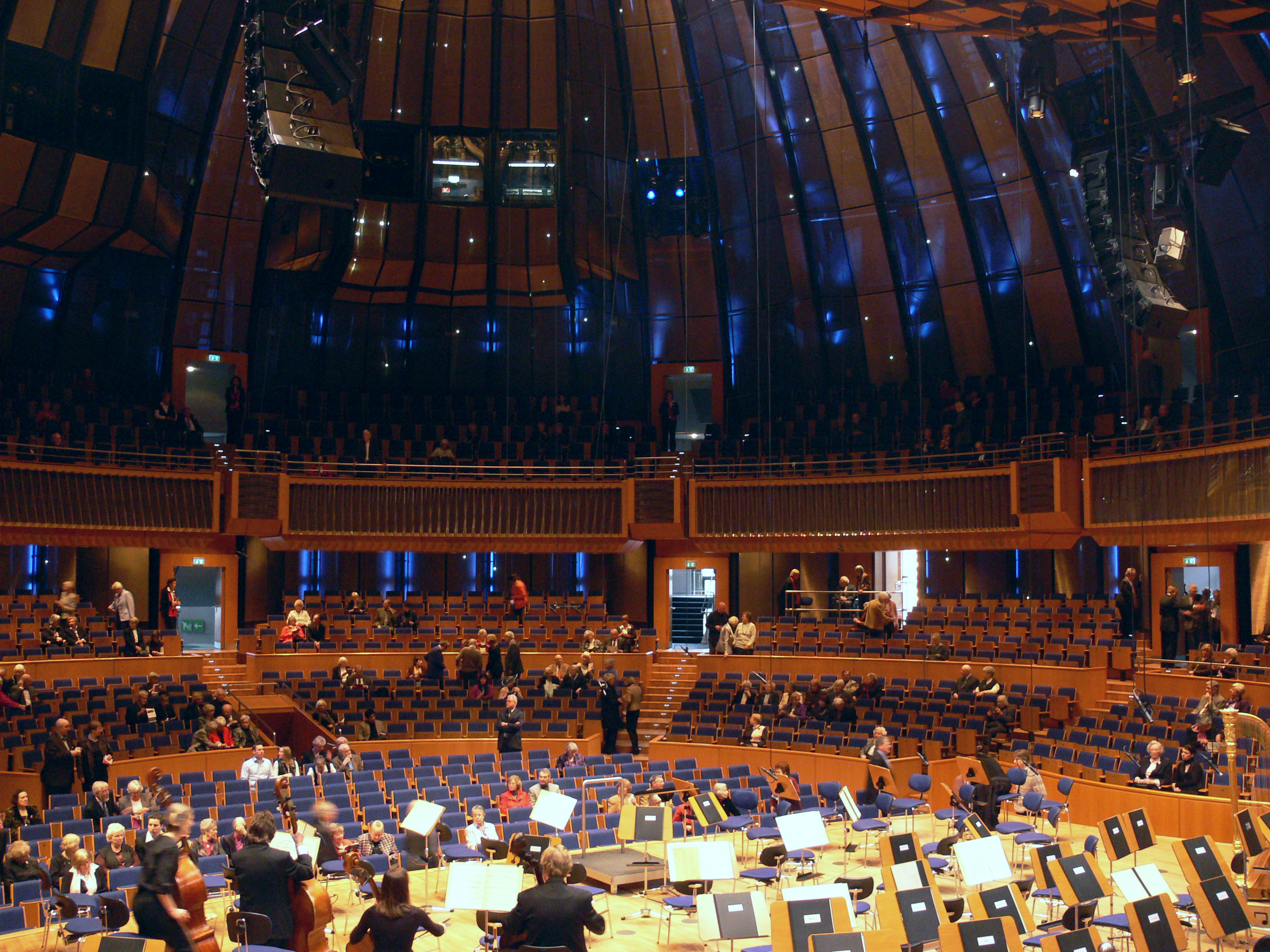
Велика зала філармонії
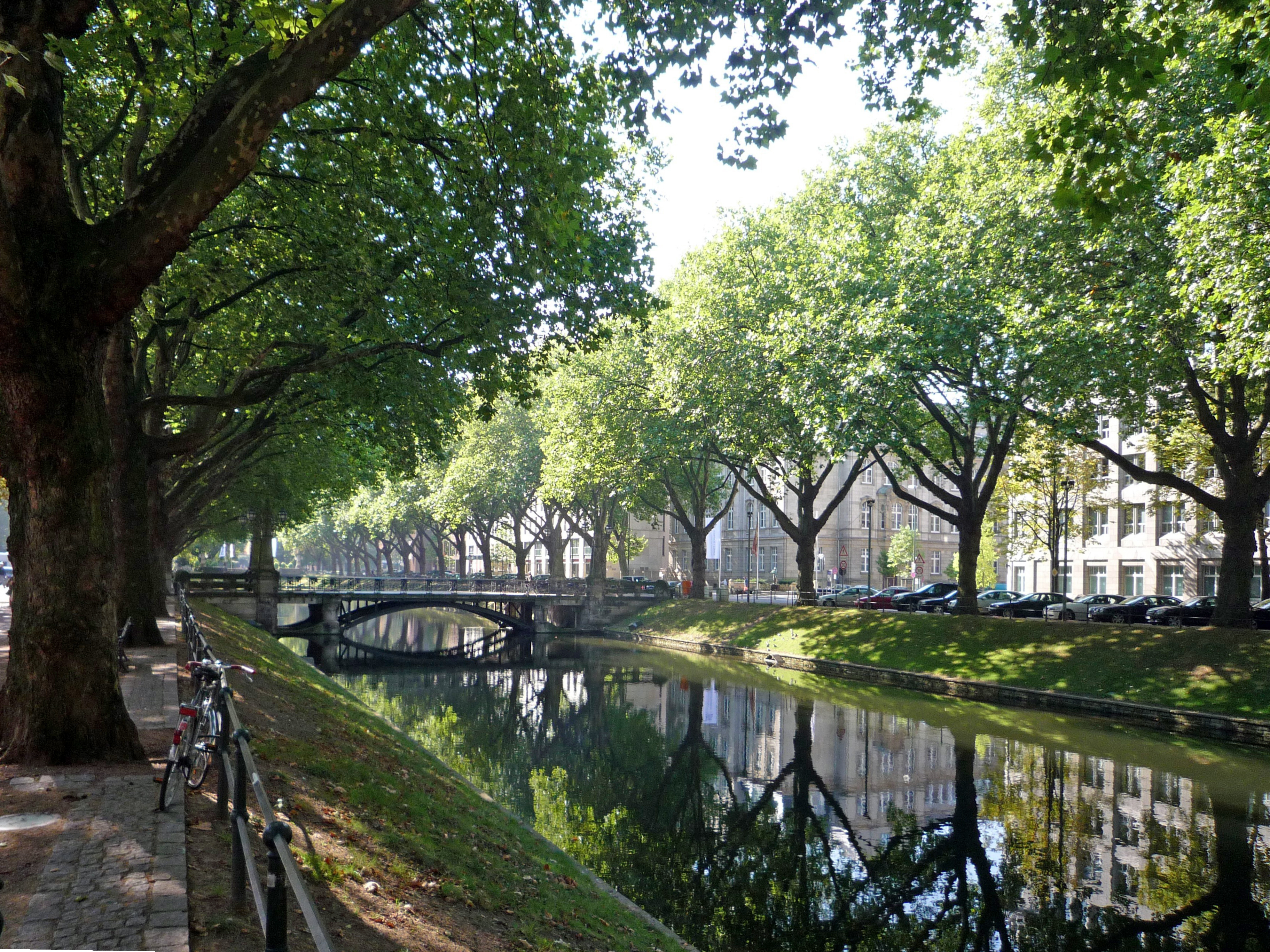
Королівська алея — одна з найвідоміших вулиць Дюссельдорфа
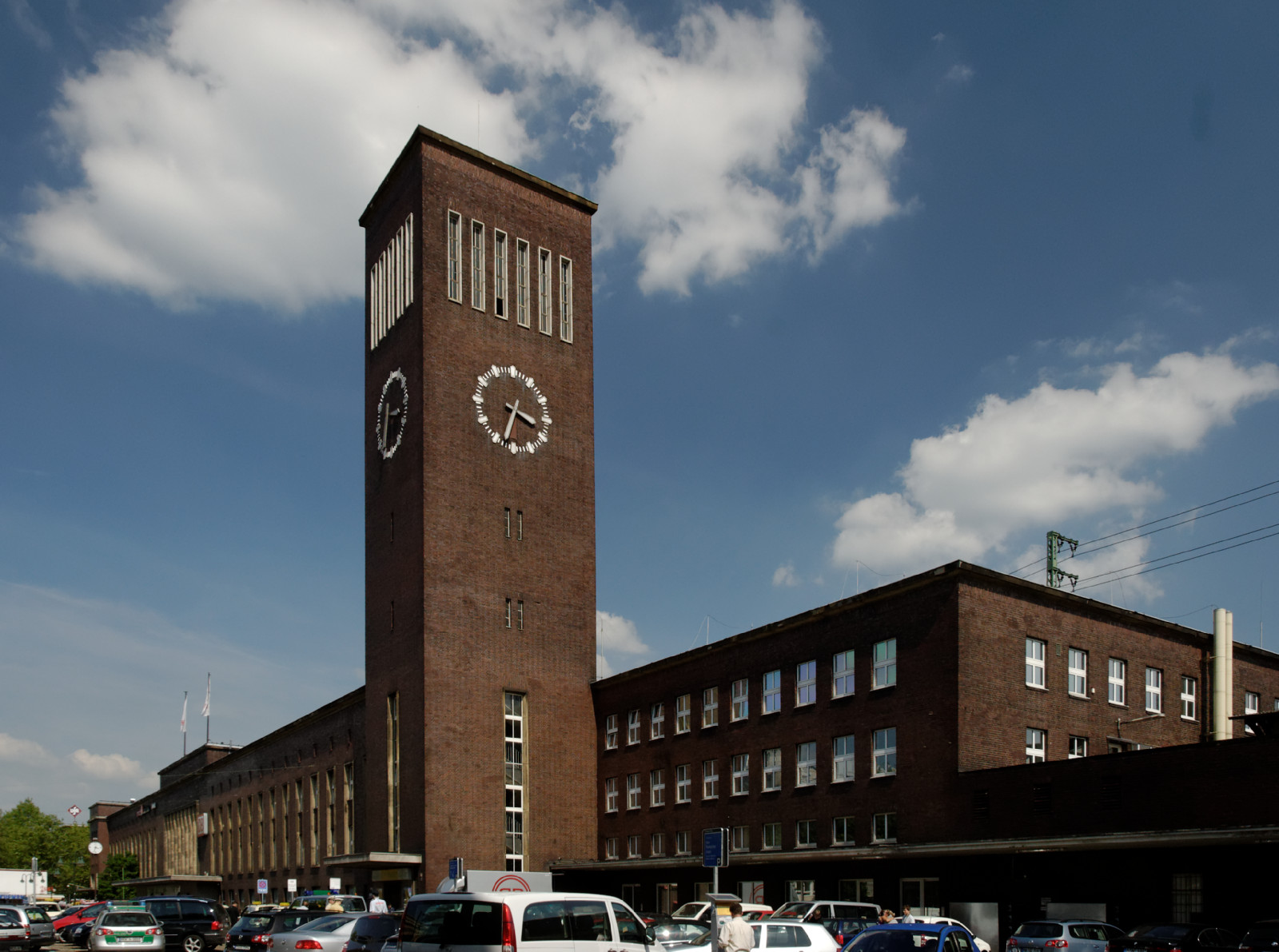
Залізничний вокзал
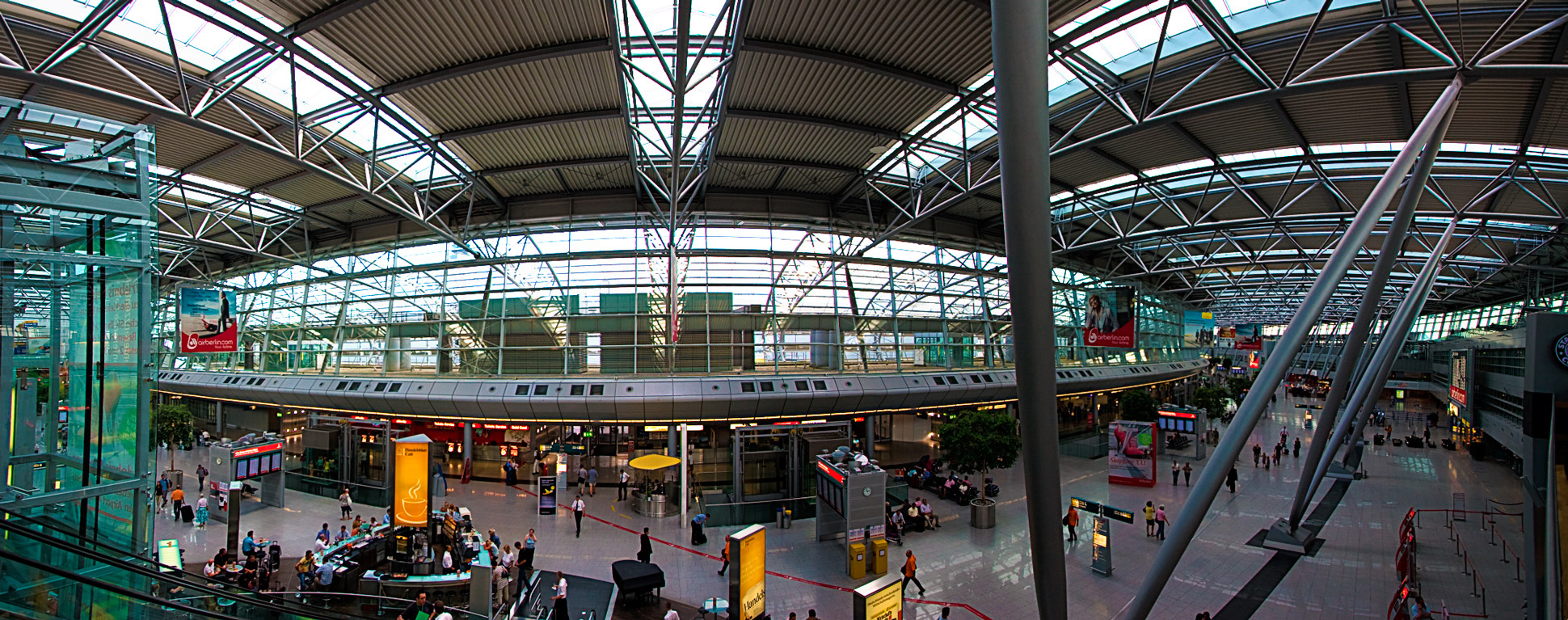
Термінал В аеропорту Дюссельдорфа
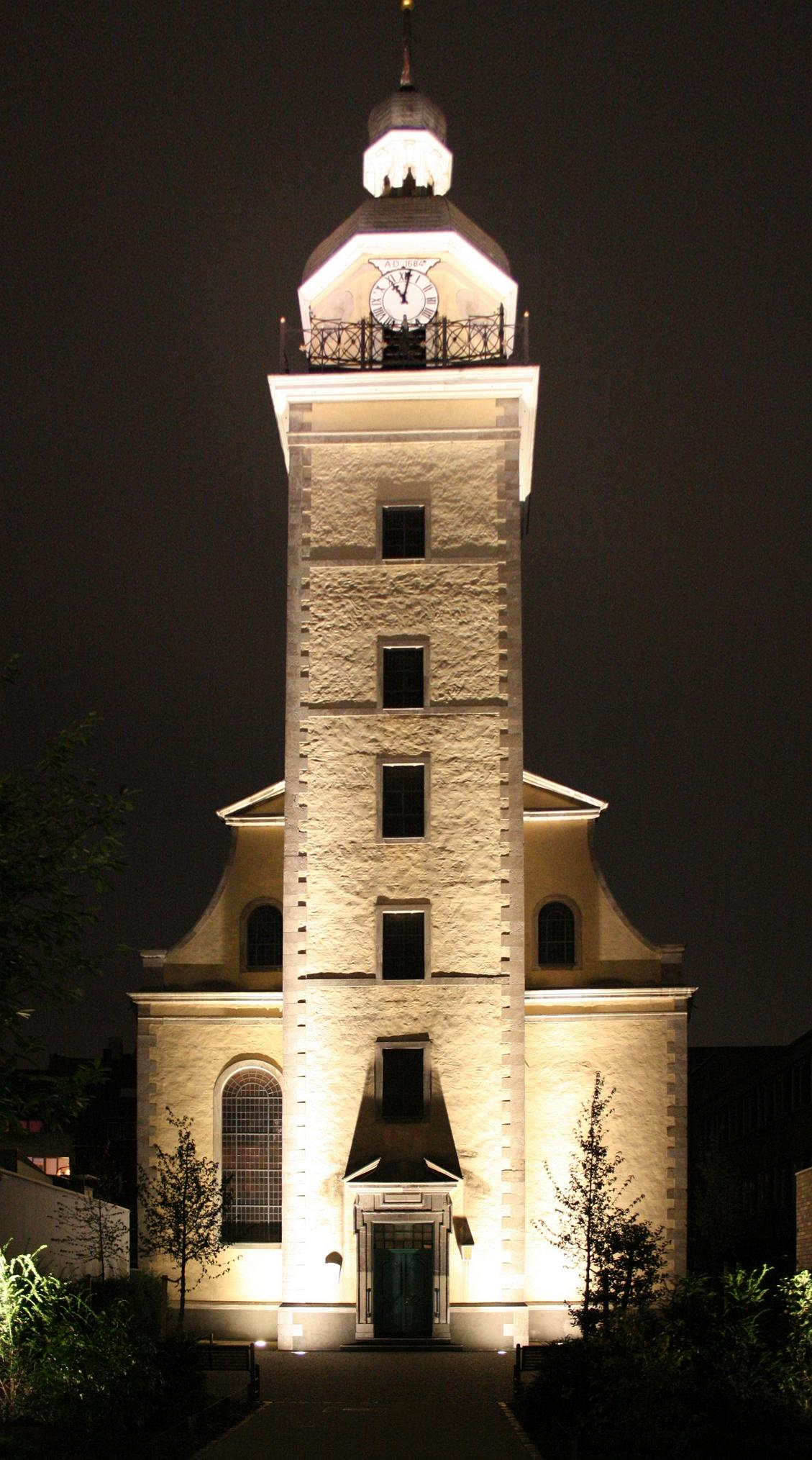
Неандеркірхе
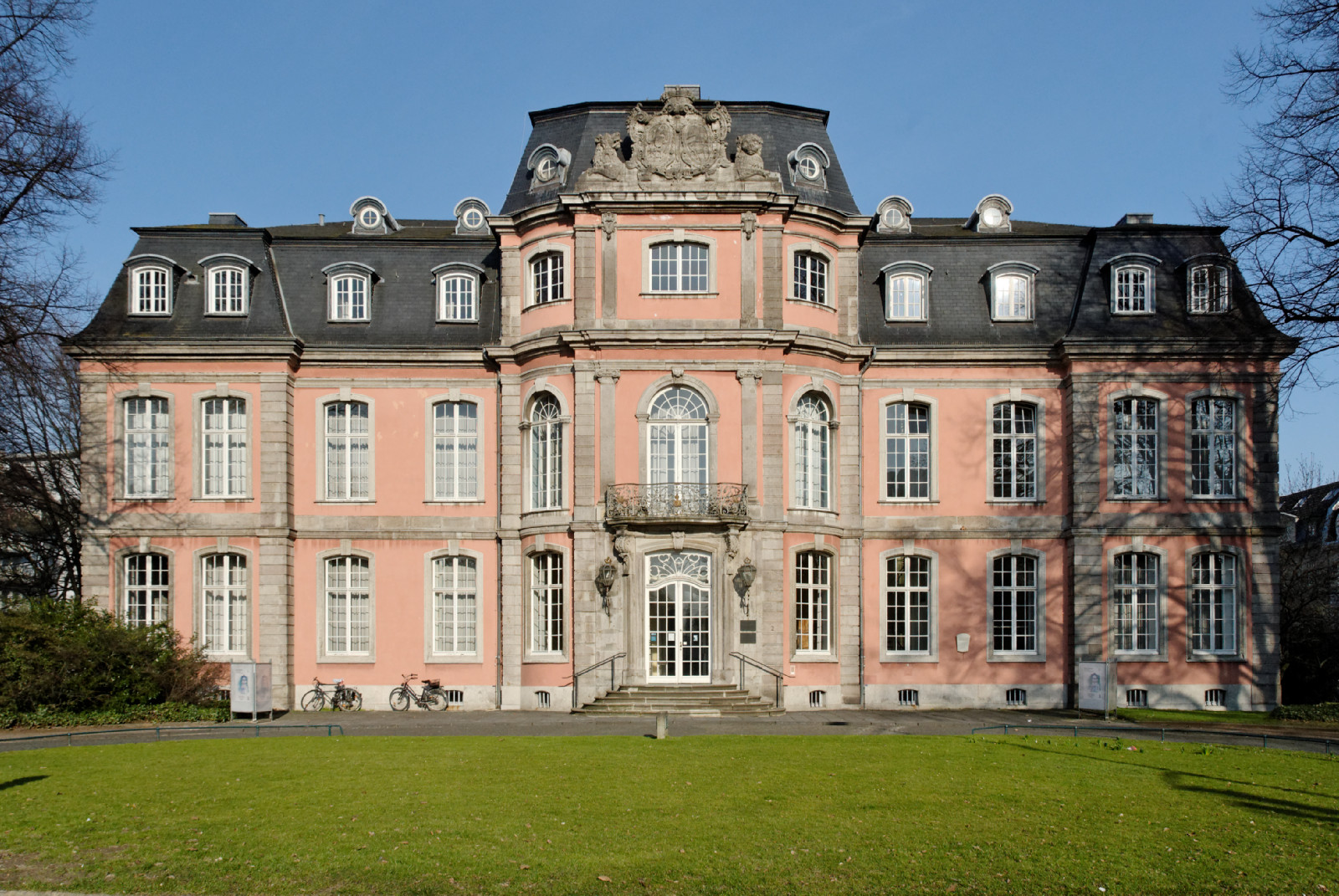
Музей Гете
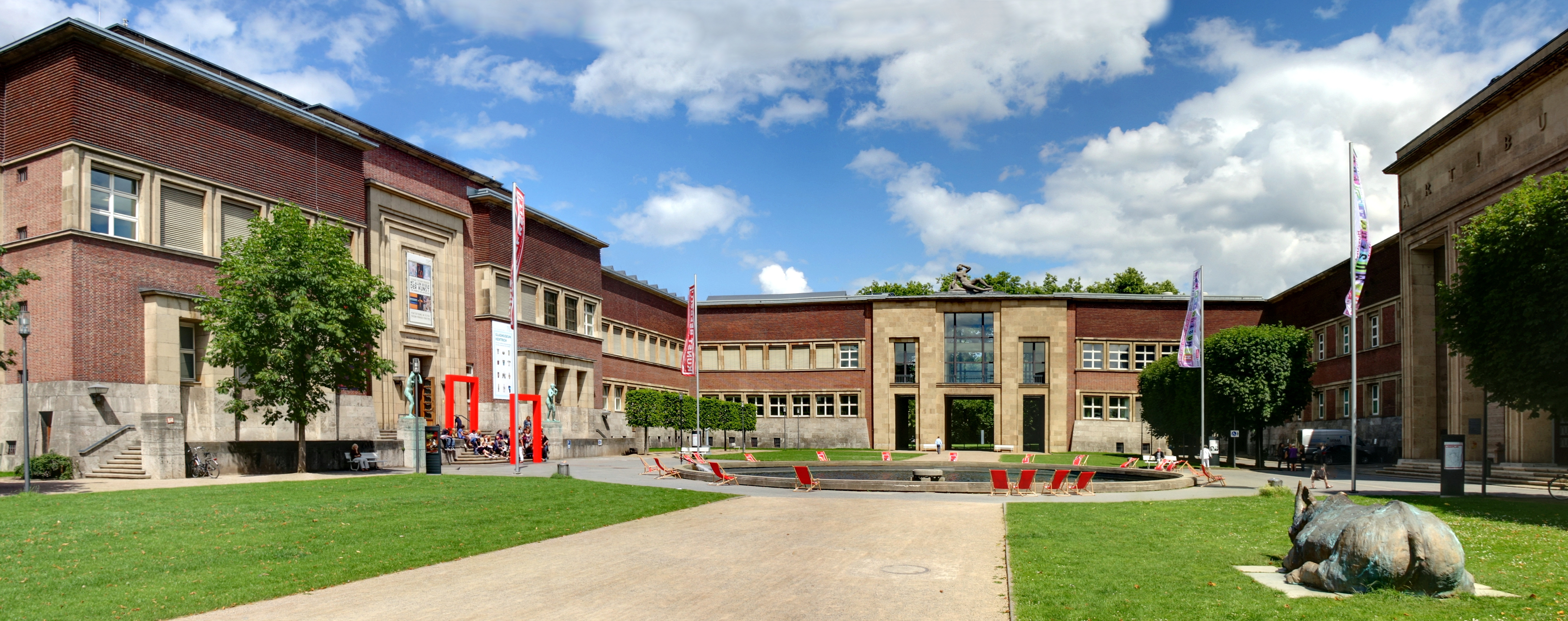
Музей Кунстпаласт
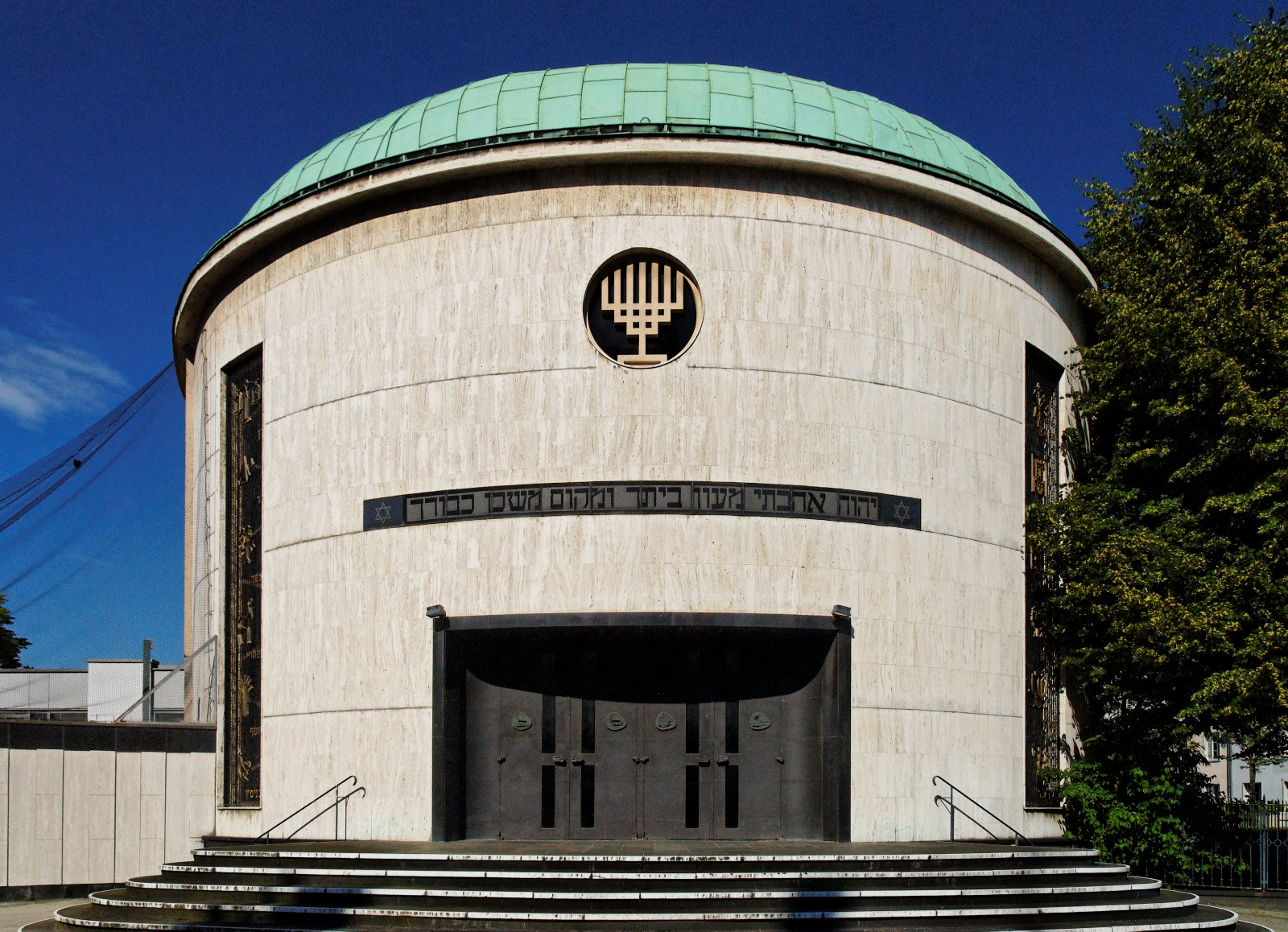
Нова Синагога

## Відомі люди
- Фрідріх Генріх Якобі (1743—1819) — німецький філософ.
- Петер Йозеф фон Корнеліус (1783—1867) — німецький художник, представник німецького романтизму.
- Генріх Гейне (1797—1856) — німецький поет і журналіст.
- Фелікс Кляйн (1849—1925) — німецький математик.
- Пауль Наторп (1854—1924) — німецький педагог та філософ
- Ганс Гайнц Еверс (1871-1943) — німецький письменник і поет
- Вім Вендерс (1945) — німецький кінорежисер, фотограф, сценарист і продюсер.
- Міхаель Претц (1967) — колишній німецький футболіст.
- Антоніс Ремос (1970) — грецький попспівак, бізнесмен.
- Беньямін Клейбрінк (1985) — німецький фехтувальник, олімпійський чемпіон.